# Leucanopsis quadrata
Leucanopsis quadrata là một loài bướm đêm thuộc phân họ Arctiinae, họ Erebidae.